# Koralmská dráha

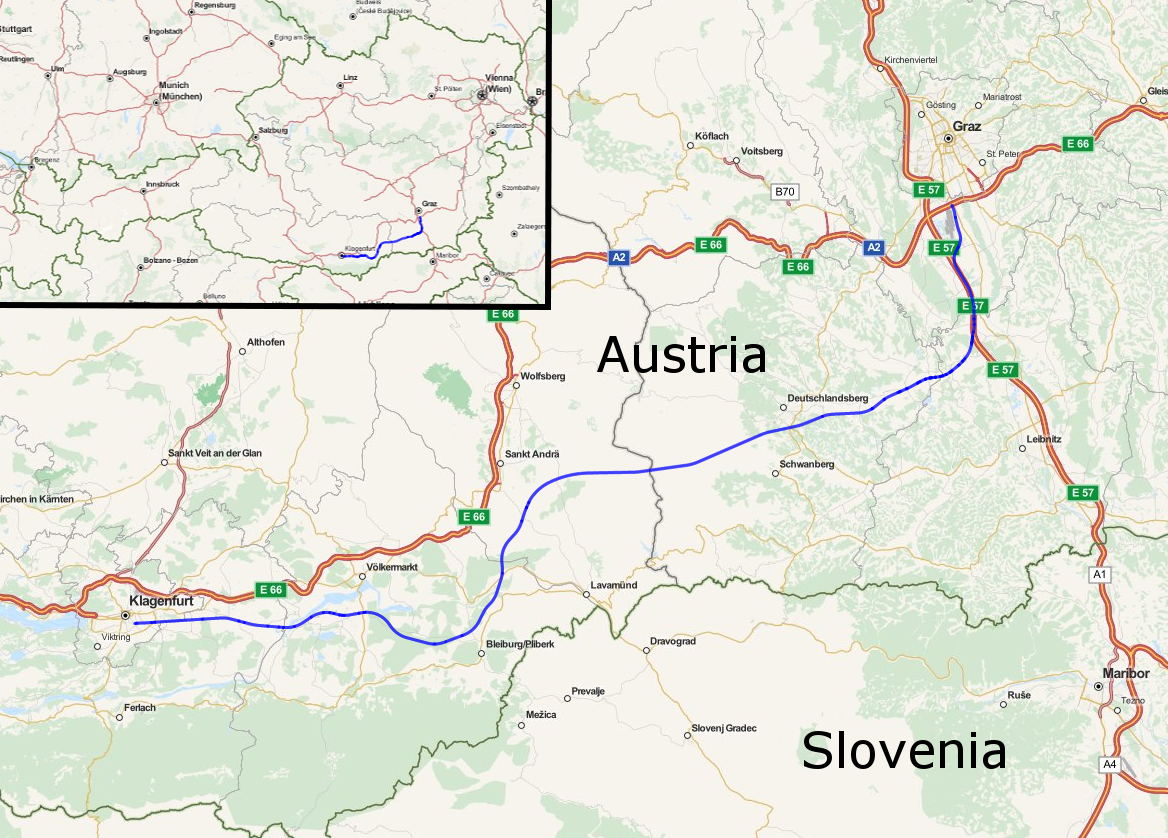
Mapa Koralmské dráhy

Koralmská dráha (německy Koralmbahn) je 127 km dlouhá dvoukolejná elektrizovaná vysokorychlostní trať, která je ve výstavbě. Dráha propojí rakouská města Štýrský Hradec (německy Graz) a Klagenfurt. Stavba byla zahájena v roce 2001 a celá železniční trať by měla být funkční do roku 2025. Rychlost bude až 250 km/h.

## Přehled
Ačkoli výstavba byla prodloužena až do prosince 2025, části trati byly pro zvýšení kvality příměstské železniční dopravy otevřeny už dříve. Železnice je primárně postavena pro intermodální nákladní dopravu, ale budou ji také používat osobní vlaky jedoucí rychlostí až 250 km/h. Doba jízdy z Klagenfurtu do Grazu se sníží ze tří hodin na jednu. První nový traťový úsek byl uveden do provozu v roce 2010, celá stavba by měla být dokončena v prosinci 2025.
Jádrem nové železnice je 33 km dlouhý Koralmský tunel pod pohořím Koralpe, podle kterého má dráha své jméno. Projekt je v současné době největší stavbou, který rozšiřuje rakouskou železniční síť s rozpočtem několika miliard eur, a spojuje hlavní města sousedních spolkových zemí Štýrska a Korutan. Spojení je v současné době tvořeno třemi hodinami cesty vlakem přes Bruck an der Mur. V kombinaci s projektovaným a raženým 27 km dlouhým Semmerinským úpatním tunelem Koralmská dráha odstraní překážky v rakouské nákladní a osobní železniční infrastruktuře (zejména průsmyk Semmering a Neumarktské sedlo). Spolu s již existujícími italskou Pontebbskou drahou mezi Tarvisiem a Udine bude částí toho, co se označuje jako Baltsko-jaderský koridor – dopravní osa spojující polské přístavní město Gdaňsk a italské město Bologna. V říjnu 2011 Evropská komise navrhla zařadit koridor do jádrové Trans-evropské dopravní sítě.
Dne 14. srpna 2018 byl proražen jižní tubus Koralmského tunelu a 17. června 2020 i severní tubus.